# مورای (یوتا)
مورای (به انگلیسی: Murray) شهری در ایالت یوتا کشور ایالات متحده آمریکا است که جمعیت آن در سرشماری سال ۲۰۱۰ میلادی، ۴۶٬۷۴۶ نفر بوده‌است.